# Wassermann (Radar)

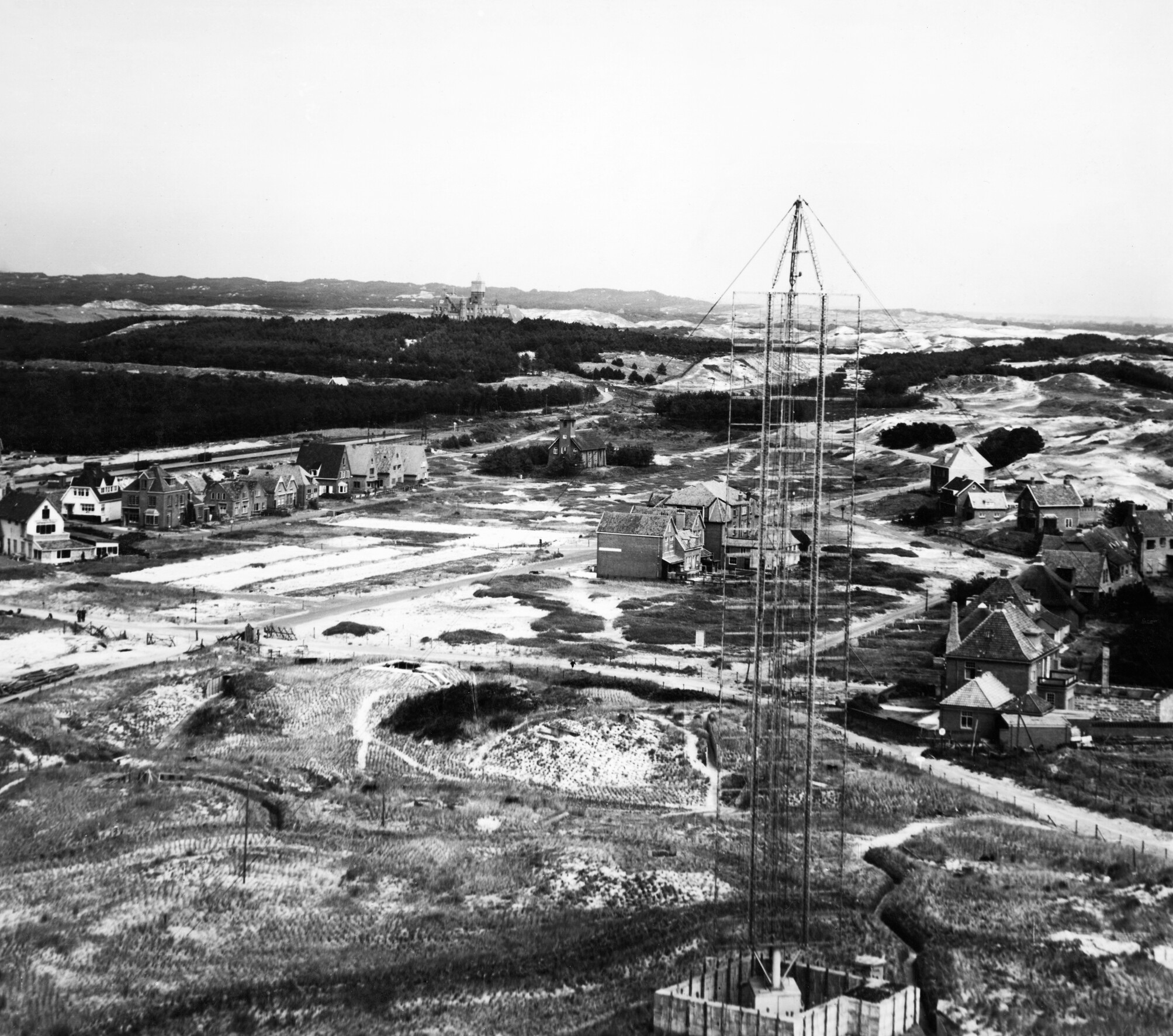
Wassermann-Radar in Bergen-aan-Zee.

Das Radargerät (Funkmessgerät (FuMG)) mit dem Decknamen „Wassermann“ (FuMG.402) war eine Weiterentwicklung des FuMG.80 „Freya“ und wurde im Zweiten Weltkrieg zur sogenannten „Fernstsuche“ eingesetzt. Die Geräte für den ortsfesten Einsatz wurden ab 1942 bei der GEMA unter der Leitung von Theodor Schultes entwickelt. Ziel der Arbeiten war es, durch eine Verbesserung der Antennenanlage ohne große Schaltungsänderungen am Sender und Empfänger des Freya-Gerätes dessen Reichweite und Peilgenauigkeit zu erhöhen.

## Entwicklung

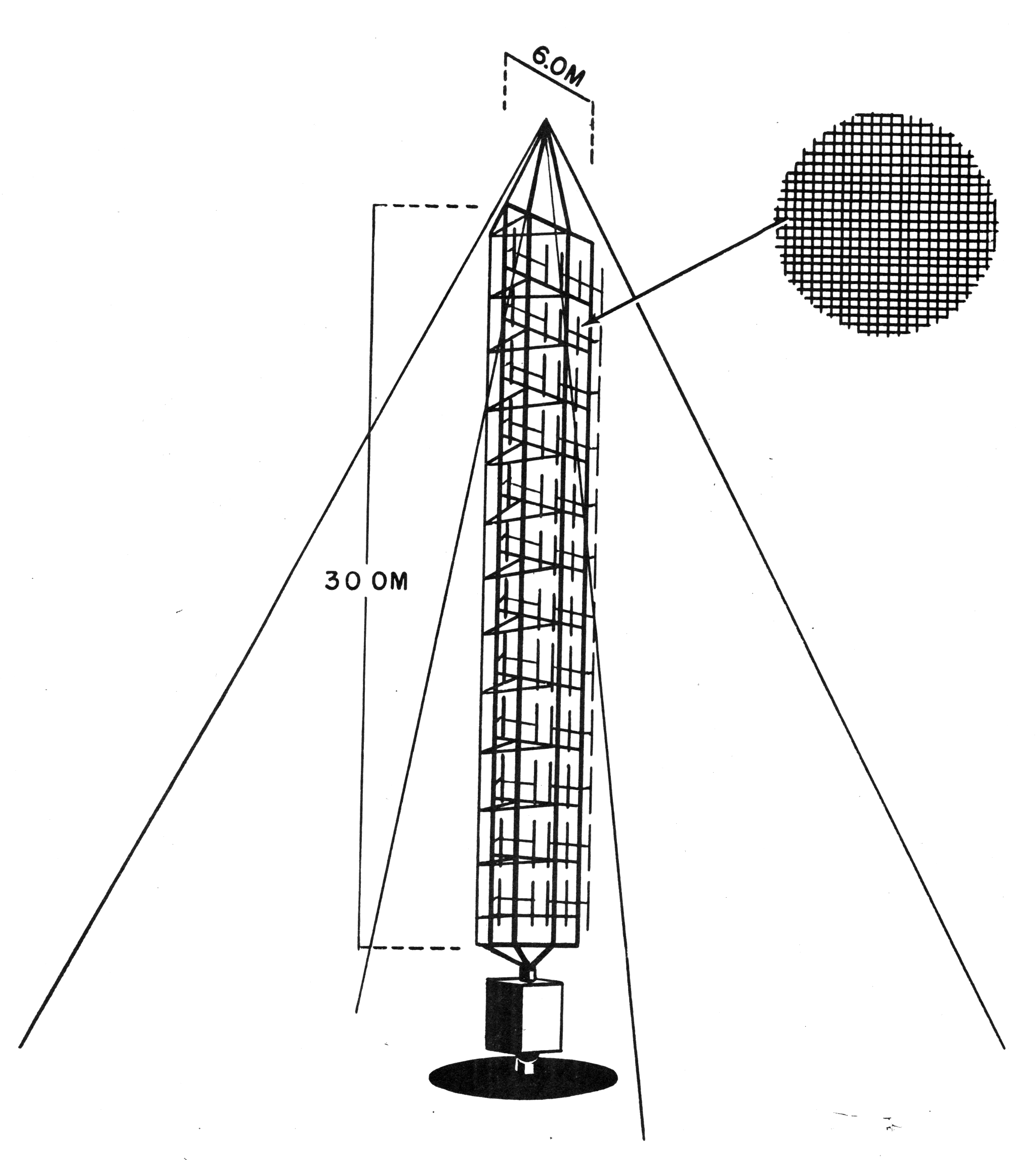
Wassermann L(eicht) mit Gittermast

Es wurden insgesamt sieben verschiedene Ausführungen entwickelt. Die beiden wichtigsten Varianten sind nachfolgend erläutert:
- Das Funkmessgerät FuMG.41 „Wassermann L“ („leicht“) war die Zusammenschaltung von vier Freya-Antennenfeldern übereinander auf einem 40 Meter hohen drehbaren Stahlgittermast.
- Eine weitere Ausführung war das FuMG.42 „Wassermann S“ („schwer“). Dafür wurden acht Freya-Antennenfelder auf einem 60 Meter hohen Rohrmast montiert, vier übereinander und zwei nebeneinander.

Die Zusammenschaltung der Antennenfelder ergab eine Bündelung des Strahlungdiagrammes. Es konnte so bei gleichbleibender Sendeleistung eine höhere effektive Strahlungsleistung (ERP) erzielt werden und damit verbunden auch eine höhere Reichweite. Dies wurde allerdings erkauft durch einen höheren Materialeinsatz. Die Zusammenschaltung von Antennen übereinander bei „Wassermann L“ ergab ein flacheres vertikales Strahlungsdiagramm und eine höhere Reichweite bei gleichbleibendem Öffnungswinkel, die Peilgenauigkeit blieb somit gleich. Durch eine Reihung nebeneinander beim „Wassermann S“ konnte auch die Peilgenauigkeit verbessert werden.

## Technische Daten

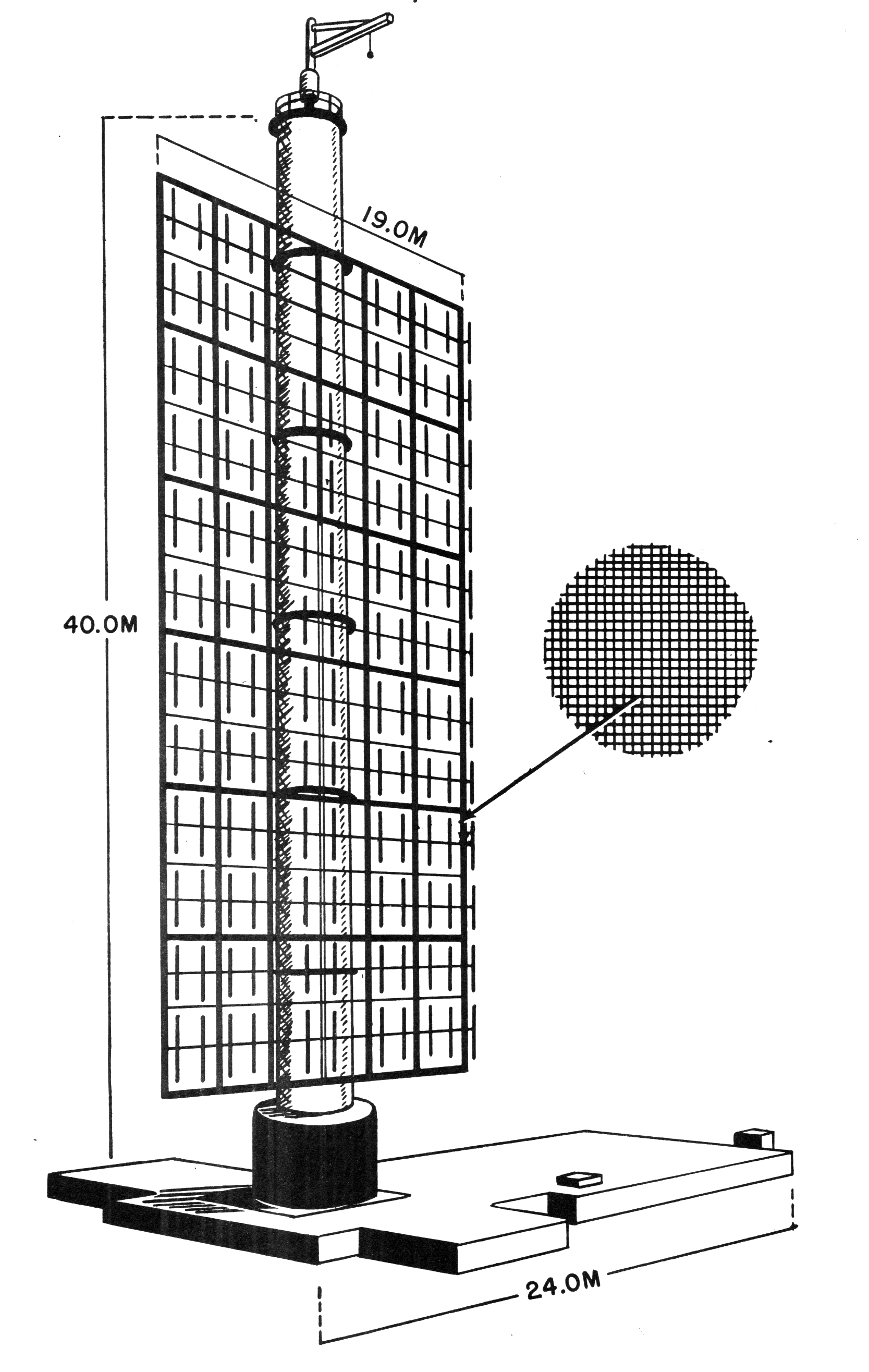
Wassermann S(chwer) mit Rohrmast

| Kenngröße                                                                    | Daten                                                                                           |
| ---------------------------------------------------------------------------- | ----------------------------------------------------------------------------------------------- |
| Suchbereich                                                                  | Mechanische Schwenkung um 360°                                                                  |
| Reichweite                                                                   | Abhängig von Flughöhe und Aufstellungshöhe, z. B. Flughöhe Reichweite 50 m 35 km 6.000 m 190 km |
| Entfernungsmessgenauigkeit                                                   | ± 300 m                                                                                         |
| Peilgenauigkeit                                                              | - Seite: ± ¼° - Höhe: ± ¾° (im Bereich von 3–18°) - Höhenmessung möglich                        |
| Erfassungsmöglichkeit von Hochzielen                                         | Wahrscheinlich bis 12.000 m                                                                     |
| Gewicht                                                                      | 30–60 t                                                                                         |
| Masthöhe                                                                     | 37–57 m                                                                                         |
| Mastbreite                                                                   | 6–12,40 m                                                                                       |
| Störfestigkeit durch drei unterschiedliche, kontinuierliche Frequenzbereiche | - 1,9–2,5 m - 1,2–1,9 m - 2,4–4,0 m                                                             |
| Kennung                                                                      | Gegen Erstling                                                                                  |